# نموکون
نموکون (انگلیسی: Nemocón) نام شهری در کشور کلمبیا است.